# Королевство Сербия
Королевство Сербия (серб. Краљевина Србија) — историческое государство на Балканах, образованное из Княжества Сербия после коронации князя Милана IV Обреновича в 1882 году. Достигло своих наибольших размеров в 1913 году.

## Предыстория

Милан Обренович
Стева Тодорович, 1880-е

Помимо финансово-экономической зависимости от Австро-Венгрии в конце XIX века усилилась и политическая зависимость. Проавстрийский курс князя Милана Обреновича и консерваторов после Берлинского конгресса привёл к заключению в 1881 году австро-сербской конвенции, в соответствии с которой внешняя политика страны была подчинена Вене и фактически установлен австрийский протекторат над Сербией. Согласно этой конвенции Сербия обязалась не заключать ни одного договора с другим государством без согласия австрийских властей, а также пресекать пропаганду, ведущуюся с её территории в Боснии и Ново-Пазарском санджаке. Князь Милан также отказался от претензий на Новопазарский санджак и Кондоминиум Босния и Герцеговина.  В ответ Австро-Венгрия гарантировала поддержку династии Обреновичей и согласилась на провозглашение Сербии королевством.

## Правление Милана I
22 февраля 1882 года Милан был объявлен королём сербов. Определённую проблему представляли новоприобретённые по условиям Берлинского мира земли: на этих территориях была развёрнута политика интеграции и этнической гомогенизации, в результате которой мусульманское население было изгнано, а его владения разделены между православными сербами
Для внутриполитической жизни в 1880-х годах было характерно становление политических партий и острая борьба между ними, прежде всего между правящей младоконсервативной Сербской прогрессивной партией (напредняки) Милана Пирочанаца и Народной радикальной партией Пера Тодоровича и Николы Пашича, которой удалось привлечь на свою сторону широкие слои сельского населения, интеллигенции и мелкого духовенства. Напредняки провели ряд законов, призванных модернизировать страну, однако их реализация продвигалась крайне медленно. В частности, несмотря на принятие в 1882 году закона о всеобщем начальном образовании, из-за нехватки школ и учителей к концу XIX века неграмотными оставалось более 75 % населения Сербии. Ориентация князя и напредняков на Западную Европу вызывала недовольство русофильски настроенных крестьян и духовенства. Вспыхнувшее в 1883 году Тимокское восстание в восточной Сербии было вскоре подавлено войсками, последовали жёсткие репрессии против участников движения и членов Радикальной партии. Капитуляция перед Болгарией в сочетании с финансовым кризисом и политической нестабильностью заставило короля Милана пойти на уступки радикалам. 22 декабря 1888 года была утверждена новая конституция, расширившая избирательное право, прерогативы скупщины и гарантировавшая демократические права и свободы. Вскоре Милан Обренович отрёкся от престола.

### Экономика
При Милане I Сербия оставалась отсталой аграрной страной. Более 89 % населения было занято в сельском хозяйстве. Полностью господствовало мелкое крестьянское производство, практически не использующее машины и современные методы хозяйствования. Главной отраслью сельского хозяйства оставалась свиноводство, ориентированное на экспорт в Австрию, а также выращивание кукурузы. К концу XIX века в основном завершился распад задруг, однако мероприятия правительства по охране минимума крестьянского надела препятствовали формированию рынка наёмного труда в сельском хозяйстве. Сколь-либо крупных промышленных предприятий не существовало, несмотря на государственную политику поощрения промышленного развития, сохранялось полное доминирование ремесленного производства. Во исполнение обязательств, принятых Сербией на Берлинском конгрессе, в 1881 году началось железнодорожное строительство, которое должно было связать Вену с Салониками и Стамбулом. Строительство железной дороги, однако, не стало толчком к ускорению экономического развития и практически не оказало влияние на жизнь сельского населения страны. Внешняя торговля была сильно зависима от Австро-Венгрии, которая потребляла к концу XIX века до 86 % сербского экспорта. Основной статьёй торговли оставалась продукция животноводства. Постоянно рос государственный долг, главным кредитором также являлась Австро-Венгрия.

### Внешняя политика
В 1885 году Сербия ввязалась в войну с Болгарией, оспорив присоединение к последней Восточной Румелии, но сербская армия была наголову разбита в Сливицкой битве. Лишь вмешательство Австро-Венгрии позволило заключить мир и избежать территориальных потерь.

## Регентствопри Александре I

Александр Обренович
Влахо Буковац, 1900

При его несовершеннолетнем преемнике Александре Обреновиче к власти пришли радикалы, которые провели демократические реформы, восстановили союз с Россией и активизировали сербскую пропаганду в балканских владениях Турции. Однако после возвращения из эмиграции Милана Обреновича в 1894 году начался возврат к авторитаризму и репрессиям, а конституция 1888 года была отменена. Тем не менее политическая ситуация оставалась нестабильной. Помимо частой смены правительств, положение осложнил брак короля с Драгой Машин, незнатной вдовой значительно старшей его по возрасту. Попытка умиротворить радикалов утверждением новой, относительно либеральной конституции в 1901 году («Апрельский устав») не увенчалась успехом, вскоре её действие было приостановлено. В мае 1903 года группа оппозиционно настроенных офицеров организовала заговор и убила короля Александра и королеву Драгу. Их смерть положила конец правлению Обреновичей на сербском престоле. Была восстановлена конституция 1888 года, а королём был провозглашён Пётр I Карагеоргиевич.

## «Золотой век» Петра I

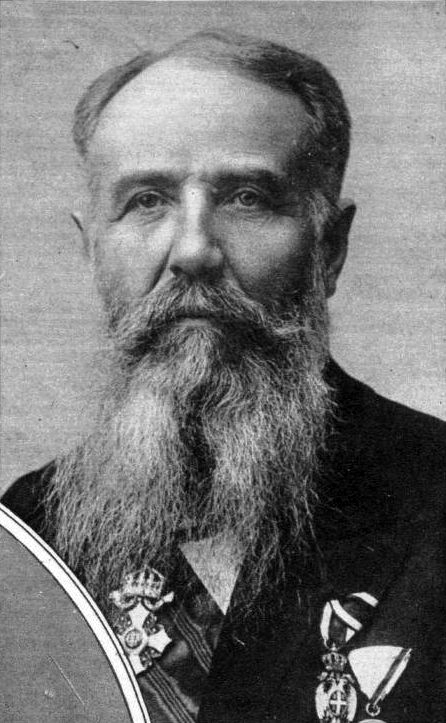
Никола Пашич

### Правовая реформа
В период правления Петра I в Сербии были проведены коренные преобразования политической системы: восстановлены демократические свободы, расширены полномочия скупщины, которая стала высшим законодательным органом страны и контролировала деятельность правительства. В результате, в начале XX века Сербия представляла собой парламентскую монархию западного типа. У власти в течение пятнадцати лет (с небольшими перерывами) находилась Радикальная партия во главе с Николой Пашичем.

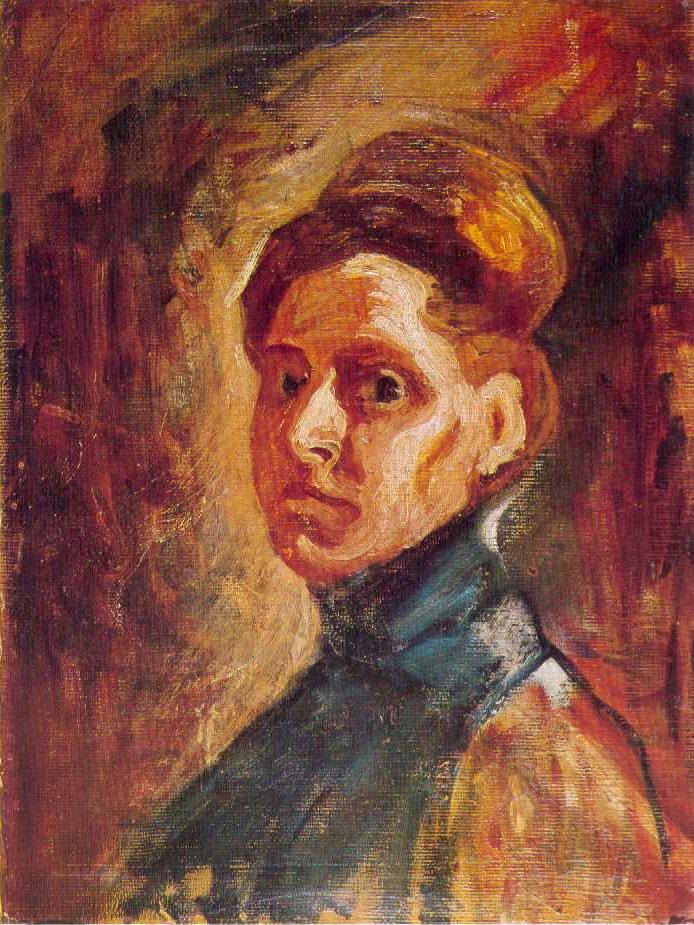
Надежда Петрович. Автопортрет, 1907

Сербский парламентаризм «золотого века», однако, имел свою специфику. Несмотря на практически всеобщее избирательное право, политическое сознание населения в целом оставалось достаточно низким: подавляющее большинство избирателей были либо неграмотными, либо плохо образованными, их предпочтения основывались не на программах партий, а на личных симпатиях и доверии к лидерам На выборах активно использовался административный ресурс. Значительную роль в политике играла армия: высшее офицерство было фактически независимым и имело ярко выраженные патриотические пансербские устремления. Именно в среде офицерства возникла влиятельная тайная организация «Единство или смерть» (или «Чёрная рука») во главе с Драгутином Димитриевичем-Аписом, стремившаяся к объединению всех южных славян в рамках Сербского государства. Период начала XX века вошёл в сербскую историю как «золотой век» или «Периклова эпоха».

### Экономика
При Петре I переживала свой "золотой век": существенно ускорилось экономическое развитие, начали создаваться промышленные предприятия, быстро росла транспортная сеть, сократилась экономическая зависимость Сербии от Австро-Венгрии. Несмотря на прямое давление со стороны последней, приведшее к таможенной войне 1906—1908 годов, Сербии удалось найти новые рынки сбыта в Западной Европе и уменьшить долю экспорта в Австро-Венгрию до 15 %. В результате бурного развития экономики Сербия превратилась в достаточно процветающую по балканским меркам страну.

### Внешняя политика

#### Балканские войны

Сербия после Балканских войн
Сербия в 1911 году
Присоединения в 1913 году
Территории, занятые в ходе Первой Балканской войны
Зелёным штрихом обозначена граница спорной части Македонии по сербо-болгарскому договору 1912

Во внешней политике ориентация на Австро-Венгрию после переворота 1903 года и убийства заговорщиками королевской четы Обреновичей сменилась сближением с Россией и Францией. Отношения с Австро-Венгрией резко осложнились после аннексии Боснии и Герцеговины в 1908 году, 40 % населения которых составляли сербы. Аннексия вызвала массовые демонстрации протеста в Сербии и формирование отрядов добровольцев. Политическим последствием стал рост патриотического движения и активизация пансербской пропаганды в населённых славянами землях Османской империи, прежде всего в Косово и Македонии. В 1912 году Сербия заключила военный союз с Болгарией, предусматривающий раздел турецких владений в Европе, который, однако, оставлял открытым вопрос будущей принадлежности Македонии. За ним последовали договоры с Грецией и Черногорией. В результате был создан антитурецкий Балканский союз, который осенью 1912 года открыл военные действия против Османской империи. В ходе Первой Балканской войны 1912—1913 годов сербские войска заняли Косово, Санджак, северную и центральную части Македонии и значительную часть Албании с Дурресом. По Лондонскому миру 1913 года Сербия и Черногория разделили между собой Новопазарский санджак и Косово, однако претензии Сербии на Албанию были отвергнуты, страна не получила выхода к морю. Из-за сопротивления Болгарии также не был решён вопрос о принадлежности Македонии. В результате вспыхнула Вторая Балканская война 1913 года, завершившаяся поражением Болгарии и разделом Македонии между Сербией и Грецией: к Сербии отошла её северная часть (Вардарская Македония).
Общая площадь присоединённых к Сербии по результатам Балканских войн земель составляла около 39 тысяч км2, население — почти 1,4 миллиона человек. Помимо сербов на них проживало значительное число албанцев, турок, а также православных македонских славян, чья национальная принадлежность ещё не была выражена. В рамках политики интеграции в Македонии были закрыты болгарские школы и просветительские общества, поощрялась сербская колонизация Косова. В самой Сербии обострились отношения между радикалами и армейскими кругами. Политический кризис был разрешён в июне 1914 года установлением регентства крон-принца Александра.

## Регентствопринца Александра
25 июня (8 июля) 1914 года Пётр I ушёл в отставку из-за проблем со здоровьем, оставшись в должности Короля. Регентом стал его сын Александр.

### Сербия в Первой мировой войне

Сербия и Балканский фронт в Первой мировой войне
Территории, оккупированные Австро-Венгрией
Территории, аннексированные Болгарией

Военные успехи Сербии существенно подняли престиж государства. Сербия заняла лидирующие политические позиции на Балканском полуострове и встала во главе национальных движений южных славян. Это, однако, способствовало радикализации сербских националистов. 28 июня 1914 года группа боснийско-сербских радикалов, связанных с представителями сербского офицерства из организации «Объединение или смерть», совершили убийство эрцгерцога Франца Фердинанда, наследника престола Австро-Венгрии. Австрийские власти возложили ответственность за это убийство на Сербию и предъявили ей ультиматум. Отказ сербского правительства выполнить одно из условий ультиматума стал поводом к началу Первой мировой войны.

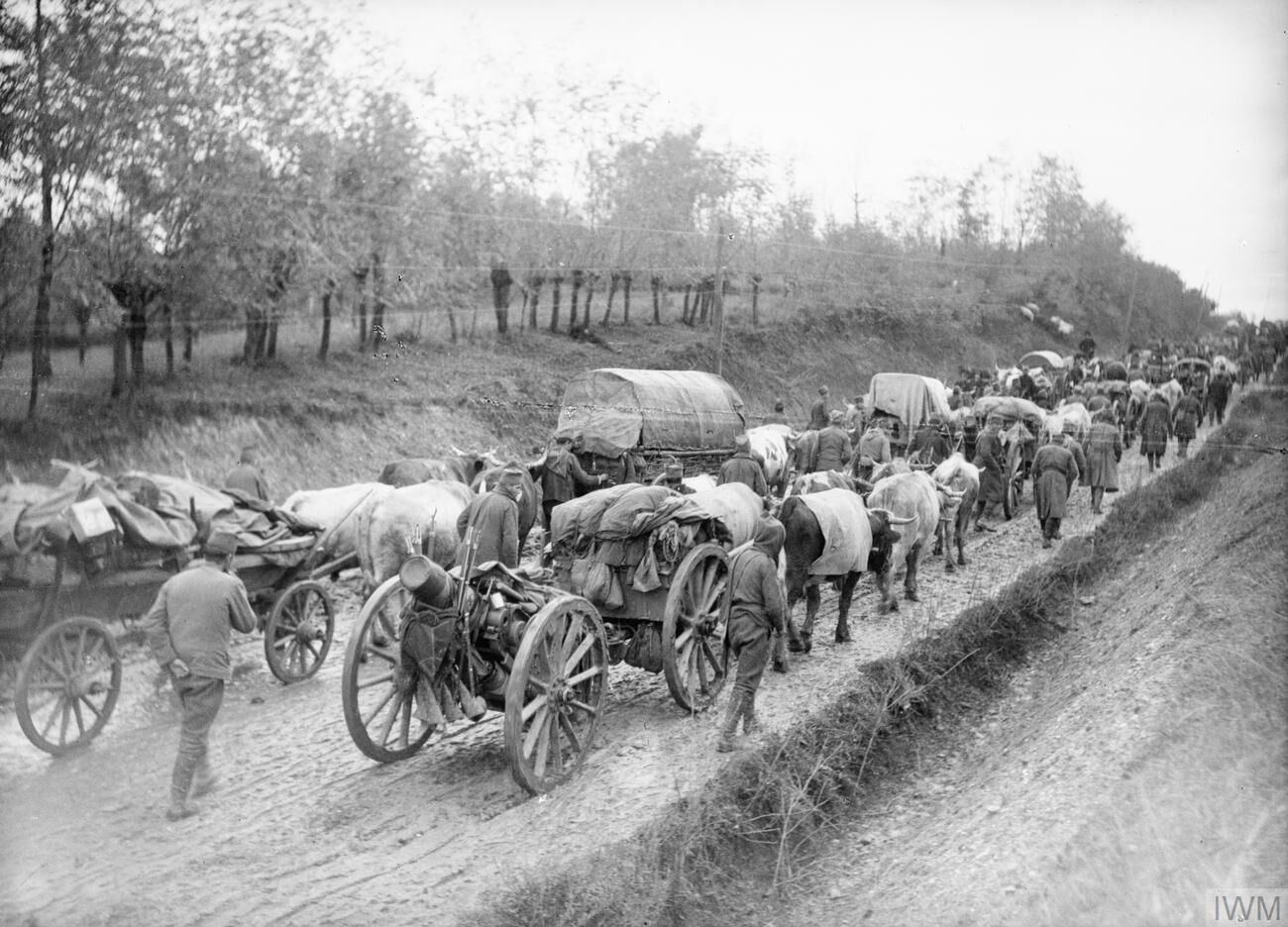
Отступление сербской армии в Албанию в 1915 г.

Военный потенциал Сербии сильно уступал силам Австро-Венгерской монархии. Однако в первый год войны сербам удавалось сдерживать противника: в сентябре 1914 года после сражения на Дрине австрийские войска были отброшены в Боснию, а в начале декабря того же года они были разбиты при Колубаре и вытеснены из Белграда. Победы Сербии значительно подняли её престиж в странах Антанты и среди европейской общественности. Но страна находилась на пределе своих возможностей: мобилизовано было более 700 тысяч граждан (1/6 населения всей страны), потери за первый год войны составили около 163 тысяч человек, весной 1915 года вспыхнула эпидемия тифа, унёсшая жизни более 150 тысяч сербов, катастрофически вырос государственный долг.

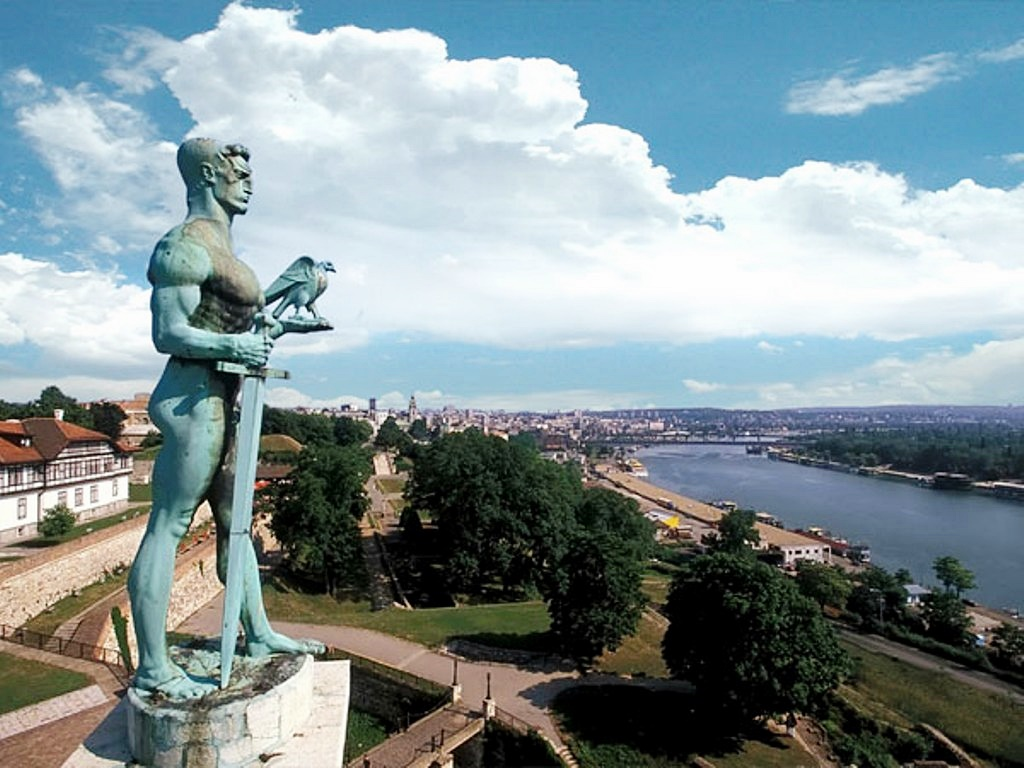
Монумент «Победитель» в честь прорыва Салоникского фронта, Белград

23 сентября 1915 года в войну на стороне Австро-Венгрии и Германии вступила Болгария, продолжающая претендовать на сербскую часть Македонии. В результате скоординированной атаки австрийских, германских и болгарских войск и несмотря на героическое сопротивление, в октябре 1915 года сербская армия была разбита на всех фронтах и с колоссальными потерями отступила через горы Албании к Адриатике. Её остатки были эвакуированы союзниками на Корфу. Территория Сербии была оккупирована австрийскими, германскими и болгарскими войсками.

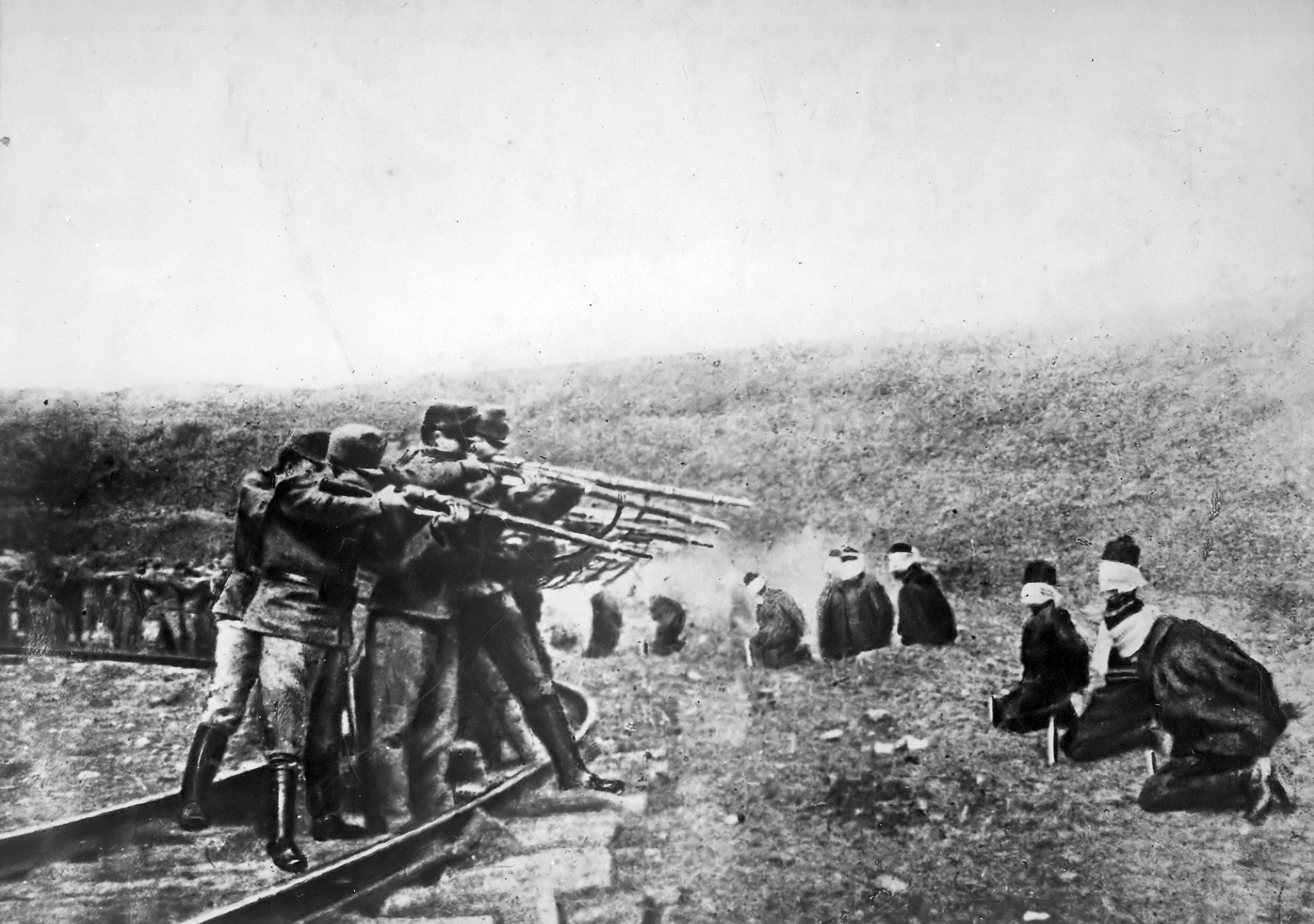
Австрийские солдаты расстреливают пленных сербов

Уже в начале 1916 года на Корфу были вновь сформированы сербские корпуса, которые отправились на Салоникский фронт, где вместе с англо-французскими войсками продолжили военные действия. В конце 1916 года сербские части освободили Битолу, однако дальнейшее продвижение было остановлено. В то же время на Корфу продолжало действовать сербское правительство в эмиграции во главе с Николой Пашичем. В 1917 году состоялся процесс против членов организации «Объединение или смерть», в результате которого её лидеры, включая Драгутина Димитриевича были казнены, а армия перестала играть независимую роль в политической жизни страны. Осенью 1918 года произошёл коренной перелом в войне: в серии сражений франко-сербские войска разгромили болгарские и австрийские армии и двинулись на север, Болгария вышла из войны. 10 ноября 1918 года союзники форсировали Дунай. Сербия была освобождена.

### Преобразование вКоролевство СХС

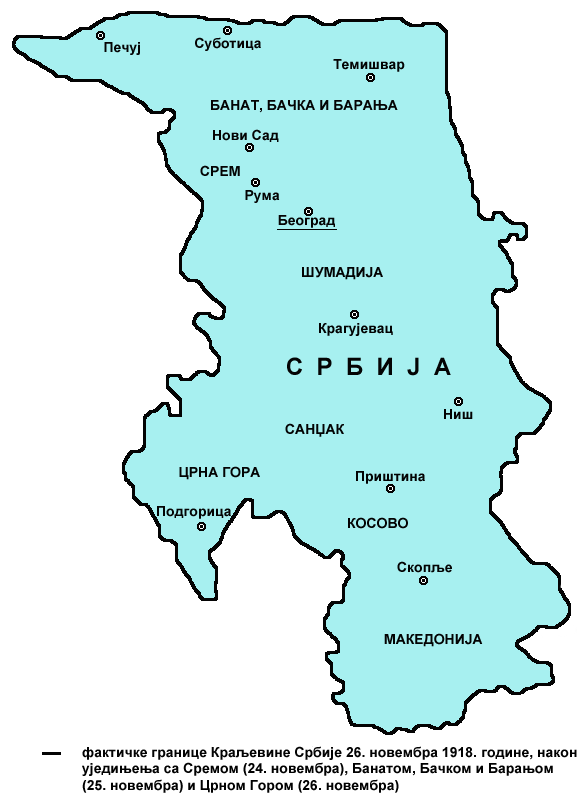
Сербия в 1918 году

Формирование Королевства сербов, хорватов и словенцев:
Королевство Сербия
Королевство ЧерногорияТерритории Австро-Венгрии:
Босния и Герцеговина
Далмация
Нижняя Штирия
Крайна
части Каринтии
Королевство Хорватия и Славония
части Венгерского королевстваТерритории Болгарии:
Присоединения в 1919 году

Уже в самом начале Первой мировой войны правительство Сербии провозгласило, что ведёт войну за освобождение южнославянских народов и их объединение в рамках Великой Сербии. В апреле 1915 года в Лондоне был сформирован Югославянский комитет из представителей национальных движений южных славян на территориях, входящих в состав Австро-Венгрии, для координации усилий по свержению австрийской власти. 20 июля 1917 года на Корфу между Югославянским комитетом и правительством Сербии была подписана декларация, предусматривающая объединение Сербии, Черногории и южнославянских земель в составе Австро-Венгрии в единое независимое государство во главе с королём из сербской династии Карагеоргиевичей и с равными правами трёх наций — сербов, хорватов и словенцев.

## Развитие культуры
Период конца XIX — начала XX века отмечен модернизацией общества и подъёмом культуры. Быстро расширялась сеть начальных и средних школ, просветительских учреждений, в 1905 году был основан университет. Белград превратился в бесспорный культурный центр всех сербских земель. Наибольшим влиянием в сербской общественной и культурной жизни пользовался журнал «Српски книжевни гласник» под руководством Йована Скерлича, который пропагандировал идеи просвещения и югославянского единства. Высокого уровня достигла сербская наука (работы этнографа Йована Цвийича, геофизика Милутина Миланковича). В литературе и драматическом искусстве на смену критическому реализму (Радое Доманович, Бранислав Нушич и др.) пришёл модернизм, представленный такими авторами, как Йован Дучич, Владислав Петкович Дис, Велько Миличевич и Исидора Секулич. Европейскую известность завоевала художник Надежда Петрович, стоявшая у истоков современного сербского искусства. Особую роль в литературе и искусстве играла национальная тематика, прежде всего косовская легенда (поэзия Велько Петровича, картины Пайи Йовановича, скульптура Ивана Мештровича).

## Население
В Королевстве Сербия до Балканских войн было 17 городов с населением свыше 10 000 человек. Наибольшими городами Королевства Сербия на 1910—1912 года были:
- Белград — 100 000
- Призрен — 60 000
- Битола — 54 000
- Скопье — 50 000
- Ниш — 25 000
- Велес — 24 000
- Приштина — 20 000
- Прилеп — 20 000
- Крагуевац — 18 500
- Охрид — 18 000
- Лесковац — 14 300
- Тетово — 14 000

## Управление
- Законодательный орган — Национальное Собрание,
- глава государства — Король,
- исполнительный орган — Министерский Совет,
- представительные органы округов — окружные собрания (окружне скупштине),
- исполнительные — окружные комитеты (окружни одбори),
- представительные органы общин — общинные собрания (општински збор),
- исполнительные — общинные комитеты (општински одбор),
- председателями которых являлись кметы (кмет).